# 本多政利
本多 政利（ほんだ まさとし）は、江戸時代前期の大名。大和郡山藩主・本多政勝の子。お家騒動の末に6万石を分知され、その後播磨明石藩主に移される。失政などを咎められて陸奥大久保藩1万石に減転封された上、行状が改まらなかったことを理由に改易処分を受けた。官位は従五位下出雲守。

## 生涯

### 本多家の相続事情と郡山九六騒動
寛永18年（1641年）、大和郡山藩主・本多政勝の二男として生まれる。政利は「徳川四天王」の一人である本多忠勝の曾孫にあたる。
忠勝系本多家（本多平八郎家）の家督は、長男の忠政からその二男の政朝に受け継がれた。寛永15年（1638年）に政朝が死去した際、その長男・政長は幼少であったため、遺言によって従弟の本多政勝（忠勝の二男・忠朝の子）が本家を継ぐこととなった。
政勝は、父の忠朝が別家を立てて以来仕えた家臣である「雲州衆」を郡山藩家臣団に編入して重用する一方、忠勝以来本家に仕えた家臣の流れを汲む譜代衆を冷遇し、家臣間に激しい対立が生じた（当時の本多家家中は、譜代衆・雲州衆のほかに新参衆からなる3層構造であったと見られる）。政勝の次の藩主は政長と定められていたが、政勝には実子の政利を後継とする願望があり、家中対立の大きな原因となった（なお、政利の兄である勝行は慶安4年（1651年）に早世している）。
寛文11年（1671年）に政勝が没すると、本多家の相続問題は幕府の裁定に委ねられ、政勝の遺領15万石のうち9万石を政長、6万石を政利が相続することとなった（九六騒動）。この際、譜代衆は政長に、雲州衆は政利に付けられ、新参衆は2対1で分割された。
政利は郡山城内に住した。延宝元年（1673年）には領知に赴く暇を得ている（参勤交代）。

### 明石藩への移封
延宝7年（1679年）4月24日、郡山藩主・本多政長は郡山において没した。毒殺説もある。同年6月26日に政長の養嗣子であった忠国が家督を相続することとなった。この際、政利の領地6万石のうち3万石は「宗家の本領」であることを理由として忠国に返還され、政利にはあらためて3万石を与えられて播磨明石藩に移された。忠国も陸奥福島藩に15万石で移されている。
明石藩において政利は、山手台地の小久保（現在の明石市小久保）で新田開発に努めた。小久保の新田開発自体は前領主の松平信之の時代から行われていたが、天和2年（1682年）に小久保は村として成立したという。
しかし、領民から巡見使に対して愁訴が行われ、藩政が「不仁」であると指摘された。

### 陸奥大久保藩1万石へ
天和2年（1682年）2月22日、政利は城地没収の上、改めて陸奥国岩瀬郡内で1万石を与えられた。この処分について『寛政重修諸家譜』は、「家政よろしからず」という点、先年の巡見使への不適切な対応という理由を掲げる。岩瀬郡大久保村に陣屋が置かれたことから、「岩瀬藩」あるいは「大久保藩」と呼ばれる。ただし政利は江戸の藩邸に暮らし、大久保藩主として領地には入ったことはない。
大久保藩の藩政に関する史料はほとんど残されていない。大桑原村（現在の須賀川市大桑原）の年貢割符状が、天和2年（1682年）分と貞享元年（1684年）分の2点伝わっているが、長沼領時代に比べると米や金の賦課が倍となり、災害以外の除き高（控除）がなく、新規の課税を行うなどの内容となっている。6万石から1万石への大幅な減知処分を受けた藩として、収入の確保を図った措置とは見なされるものの、領民に重い負担を課した「悪政」という評価は避けられない。
元禄6年（1693年）6月13日に改易処分を受け、政利は庄内藩主・酒井忠真に預けられた。改易の理由は、行状を改めず、さらに罪のない女性奉公人（侍女ないしは下女）を殺害する事件を起こしたためとされる。嫡男の本多政真も連座し、伊予小松藩主・一柳直治に預けられた。

### 改易処分
本多政利は、庄内藩に預けられる道中、6月28日に須賀川を通過した。この日の須賀川は市日であり、多くの人々が好奇の目を注いだ。街頭では「誠に迷惑なる事どもと、皆々申され候」という。
庄内藩に預けられた政利であったが、家臣に暴力を振るうなどの粗暴な振る舞いは続いた。従者は庄内藩に対して状況を訴えたが、藩は幕府に対する報告を怠った。こうした事情は幕府に知られた。政利の行状は死刑にも当たるとされたが、狂気の沙汰として減免された。元禄15年（1702年）7月26日、三河国岡崎藩主・水野忠之の預かりに変えられた。なお同日、酒井忠真は幕府への報告が遅れたことを咎められ、5か月にわたって閉門処分を受けた。
政利は岡崎城内に幽閉された。宝永4年（1707年）12月8日、岡崎で死去した。享年67。

## 人物
- 怪力の持ち主であり、大食家であったという[29]。
- 『明良洪範』によれば、明石藩主時代、政利は猪の子供（瓜坊）を好んで飼っていた[29]（牙の先を削るなどの措置はとっており、城内ないし殿中で放し飼いにしていた可能性がある[29]）。あるとき成長した猪の1頭が暴れ出し、近習の者たちを押し倒し、政利にも襲い掛かった[29]。政利は慌てることなく、笑いながら猪の頭を股に挟んで締め付けた[29]。猪は動きを封じられ、目と口から血を流して死んだという[29]。
- 当時から、酒色にふける人物という風説があった[23]。『明良洪範』では、明石藩改易の理由として、城下に遊女屋を建てて入り浸り、政治を顧みなかったことが幕府に伝わったためであると記している[23]。『土芥寇讎記』編者は政利を「悪将」と評価する一方、色欲関係の風説には懐疑的である[23]。ただし、平素の不徳がそのような風説を招いていると批判を加えている[23]。
- このほか、さまざまな暴君伝承が伝わる。
  - 好色家であり、町に出ては町娘に手を出したという[3]。
  - 「妻」が妊娠すると、腹の子を見るために妻を殺害した、という異常な性格を強調する伝承もある[3]。

## 系譜
『寛政譜』は1男2女を載せる。
- 父：本多政勝（1614-1671）
- 母：有馬直純の娘
- 正室：布里[4]（振）（1633-1667） - 青松院、徳川頼房の八女
- 生母不明の子女
  - 長男：本多政真
  - 女子：利[要出典] - 本多忠英養女[1][30]、芦野資倍正室[30]
  - 女子：勝[要出典] - 本多忠良正室[1]

### 補足
- 長女の養父である本多忠英は政利の実弟[1]。忠英は義理の兄弟である本多政信（実父は本多政朝。本多政勝の養子となり、寛文2年（1662年）に郡山で1万石を分知された[31]）の養子となってその家を継ぎ、延宝7年（1679年）に播磨山崎藩主となった人物である[30]。
- 二女の夫である本多忠良は忠英の長男（政利の実の甥）で、宝永6年（1709年）に本家の本多忠孝（忠国の子。当時は越後村上藩主）が早世した際、幕命により本家を継いだ[12]。政利の娘婿が本多平八郎家の家督を継いだことになるが、『寛政譜』によれば政利二女は忠良との間に子を残していない。
- なお、本多平八郎家は明和6年（1769年）、本多忠粛の時に岡崎藩に移され、廃藩置県まで同地に定着した。

## 大衆文化において
- 山本周五郎の小説「茶摘は八十八夜から始まる」は、山本の「岡崎藩もの」の一作で、岡崎藩に預けられた晩年の本多政利が題材となっている[32]。この作品は2018年7月にBSテレ東で放送された「山本周五郎時代劇 武士の魂」シリーズの一作として映像化されており、団時朗が本多政利を演じた[33]。
- 映画『忍ジャニ参上! 未来への戦い』（2014年）は、プロットの背景として九六騒動（政利と政長の対立や暗殺説）を大まかに取り入れている。渋谷天外が郡山新田藩主・本多政利を演じた[34]。

## 備考
- 九六騒動に関して『九六騒動記』が編纂されている[35]。
- 赤穂藩主浅野長矩に藩医として仕え、浪士たちを支援したことで知られる寺井玄渓は、もともと本多政利に仕えていた[36]。天和2年（1682年）の明石藩改易の際に京都に出て町医者となり、その後赤穂藩に招かれている[36]。